# Crocidura indochinensis
Crocidura indochinensis är en däggdjursart som beskrevs av Robinson och Cecil Boden Kloss 1922. Crocidura indochinensis ingår i släktet Crocidura och familjen näbbmöss. Internationella naturvårdsunionen kategoriserar arten globalt som livskraftig. Inga underarter finns listade i Catalogue of Life.
Denna näbbmus förekommer i bergstrakter i Sydostasien från sydöstra Kina över Myanmar, Laos och Vietnam till Thailand. Utbredningsområdet ligger 1200 till 2400 meter över havet. Arten vistas där i olika slags skogar. Det är inte känt om arten kan anpassa sig till förändrade landskap.
Arten blir i genomsnitt 66 mm lång (huvud och bål), har en 47 till 50 mm lång svans, 12 till 13 mm långa bakfötter och 9 till 11 mm stora öron. Den liknar Crocidura wuchihensis i utseende men skallen är större och har några avvikande detaljer.